# Engelbrecht van Nassaukazerne
De Engelbrecht van Nassaukazerne is een kazerne in Roosendaal in de Nederlandse provincie Noord-Brabant.

## De oude kazerne
Niet lang voor de Tweede Wereldoorlog besloot de regering het defensie-apparaat te versterken. In 1937 en 1938 werd deze zogenaamde Boostkazerne gebouwd in de gemeente Roosendaal en Nispen. Het gebouwencomplex werd in 1938 geopend. Tot de Duitse aanval op Nederland in 1940 werd de kazerne gebruikt door 6de Depotbataljon.

### Tijdens de oorlog
Tijdens de bezetting werd de kazerne gebruikt als opleidingscentrum van de Kriegsmarine, misschien waren er ook onderdelen van de 9de Duitse Pantserdivisie en van de 'Leibstandarte Adolf Hitler'. Na Dolle Dinsdag werd de kazerne door de Geallieerden gebombardeerd. De brand werd door de Duitsers geblust en de schade viel mee. Twee maanden later staken zich terugtrekkende Duitsers de kazerne in brand. Er was veel schade.
Na de oorlog werd de kazerne hersteld, voor zover de middelen dat toelieten. In 1999 werd alles afgebroken. Het laatste gebouw dat werd afgebroken was De Tranenpoort. Hierin zat rechts naast de ingang de granieten sluitsteen, die op 30 maart 1939 onthuld werd door Claudius Prinsen, de toenmalige burgemeester van Roosendaal en Nispen. Achter de sluitsteen bleek een aluminium koker te zijn geplaatst. Het document erin bevatte historische gegevens over de naamgeving en de eerste bewoners van de kazerne.

## De nieuwe kazerne
Nadat de oude kazerne was afgebroken werd er een nieuwe kazerne gebouwd, die in mei 2002 in gebruik werd genomen. De kazerne wordt gebruikt door het Korps Commandotroepen.

### Museum
In de kazerne bevindt zich het Commandomuseum, dat op afspraak kan worden bezocht. Hier bevindt zich de Historische Collectie Korps Commandotroepen (HC KCT).